# Makibishi

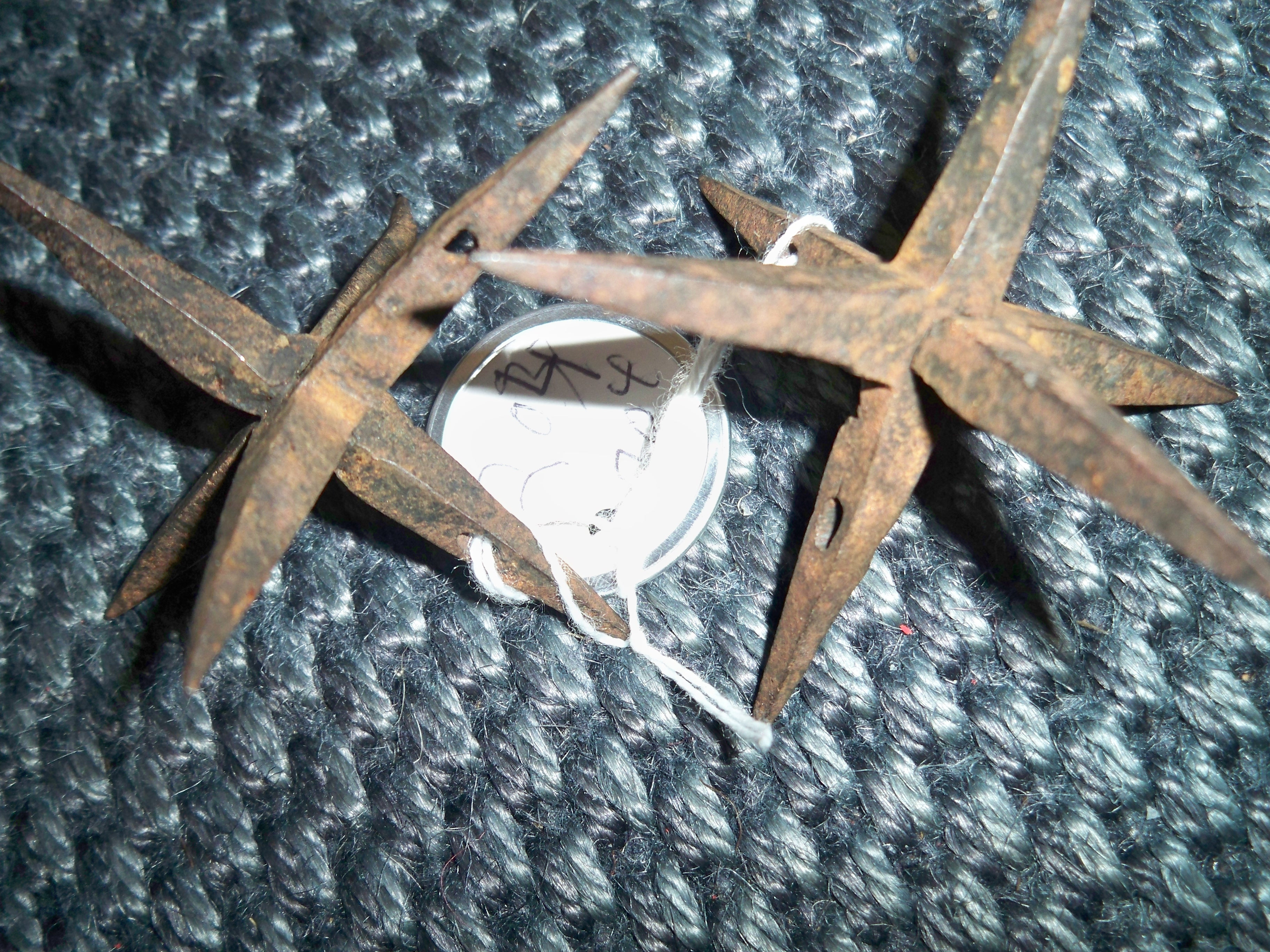
Japanische Makibishi (genauer gesagt Tetsubishi)

Ein Makibishi (jap. 撒き菱 oder 撒菱) ist eine alte japanische Waffe, die dem westlichen Krähenfuß entspricht.
Als Makibishi werden alle japanischen Krähenfüße bezeichnet, je nach verwendetem Material wurden die Waffen auch unter den Bezeichnungen Tetsubishi (aus Eisen) oder Tennenbishi (aus japanischen Wassernüssen bzw. deren getrockneten Samenkapseln) geführt. In der Feudalzeit Japans verwendete man sie, um nachfolgende Feindestruppen zu verlangsamen oder befestigte Stellungen gegen Fußsoldaten verteidigen zu können. Die Makibishi konnten sich durch die dünnen Sohlen der damals üblichen Waraji-Sandalen bohren und den Soldaten Verletzungen zufügen, die sie am weiteren Vorrücken hinderten. Die verteidigenden Soldaten trugen für gewöhnlich kleine Säcke voll von Makibishi bei sich (oft gemeinsam mit Waffen wie Shuriken und Kagi-Nawa), um sie dann vor einer bevorstehenden Schlacht auf dem Schlachtfeld zu verstecken oder nach einem geordneten Rückzug hinter sich fallen zu lassen. Weiters ist der Einsatz von Makibishi als Defensivwaffen gegen berittene Truppen oder sogar als Wurfwaffen bekannt.